# Thor Nilsen
Thor Nilsen, född 5 oktober 1931 i Bærum i Norge, död 5 oktober 2023 i Sverige, var en norsk-svensk idrottstränare och -ledare inom rodd.
Nilsens biograf Chris Dodd skriver i biografi över Nilsen: ”The rowing world can be divided into two periods following the Second World War: before Thor Nilsen and after Thor Nilsen.”
Thor Nilsen tävlade även som roddare i OS 1952 i Helsingfors, där han representerade Norge i fyra utan styrman.
I rollen som tränare bäddade Thor Nilsens ledarskap för bland annat 30 VM-guld och åtta OS-guld. Han var landslagstränare för Sverige, Norge, Spanien och Italien. Under Nielsens ledning utvecklades Italien till en av roddvärldens mest framgångsrika nationer. Han tränade även den finska roddaren och trefaldiga olympiska guldmedaljören Pertti Karppinen.
En inspirationskälla för Nilsen var den svensk-amerikanska tränaren Gösta ”Gus” Eriksen som kom från Syracuse University i New York för att bli svensk landslagstränare i mitten av 1950-talet. Eriksen tog med sig den roddstil som lärdes ut av Hiram Conibear vid University of Washington: ”a smooth, flowing combination of the leg drive with a strong back and arms.”
Därutöver var Nilsen var utvecklingschef på Internationella Roddförbundet, Fédération Internationale des Sociétés d'Aviron (FISA) 1981-1997 samt ordförande i Svenska Roddförbundet 1994-1997. 
Nilsen var verksam i Strömstad, där han även var tränare för Strömstad roddklubb.
Vid Nilsen bortgång kommenterade Jean-Christophe Rolland, president World Roving: ”Det är med stor sorg och mycket känslor som vi fått reda på att en stor ikon inom vår sport är borta. Thor Nilsens betydelse förblir enorm. Vi uttrycker våra kondoleanser till hans familj.”